# Sultanganj
Sultanganj là một thành phố và là một khu vực quy hoạch (notified area) của quận Bhagalpur thuộc bang Bihar, Ấn Độ.

## Nhân khẩu
Theo điều tra dân số năm 2001 của Ấn Độ, Sultanganj có dân số 41.812 người. Phái nam chiếm 54% tổng số dân và phái nữ chiếm 46%. Sultanganj có tỷ lệ 52% biết đọc biết viết, thấp hơn tỷ lệ trung bình toàn quốc là 59,5%: tỷ lệ cho phái nam là 60%, và tỷ lệ cho phái nữ là 43%. Tại Sultanganj, 17% dân số nhỏ hơn 6 tuổi.